# Едмонія Льюїс
Мері Едмонія Льюїс (англ. Mary Edmonia Lewis; (4 липня 1845, Олбані, штат Нью-Йорк — 17 вересня 1907) — американська скульпторка афро-індіанського походження.

## Життєпис

### Молодість, освіта
Народилася в місті Олбані, штат Нью-Йорк. Батько — гаїтянин африканського походження, мати — з індіанського племені чіппева. Батьки померли, коли вона була дитиною, у момент їх смерті її точний вік не був відомий. Едмонія разом зі старшим братом жили в сім'ї родичів матері в Ніагара-Фоллс. Через три роки брат запропонував їй відмовитися від роботи вдома і вступити до школи.
Навчалася в підготовчому Оберлін-коледжі в Огайо — одному з перших навчальних закладів США, куди приймали жінок різних рас. Саме там Едмонія зацікавилася скульптурою і почала свою кар'єру в мистецтві.

### Інцидент в Оберлін-коледжі
Під час зимового семестру 1862 році, всього через кілька тижнів після початку Громадянської війни в США, Едмонія поїхала кататися на санях з двома подругами по коледжу, Марією Майлз і Христиною Еннес. Потім вона запросила їх додому на випивку. Незабаром після цього Майлз і Еннес серйозно захворіли. Лікарі прийшли до висновку, що до них в організм потрапила якась отрута, і навіть не були впевнені в тому, що вони виживуть. Через кілька днів подруги пішли на поправку, тому влада не стала вживати ніяких заходів.
Проте, розсерджені містяни підстерегли Едмонію Льюїс вночі і серйозно її побили. Відповідальних за побиття не знайшли. Напад викликав суспільний резонанс, і поліція заарештувала Льюїс за звинуваченням в отруєнні подруг. Від імені коледжу на процесі її захищав випускник коледжу, єдиний юрист-афроамериканець в Оберліні, Джон Мерсер Ленгстон. Хоча більшість свідків дали свідчення проти Льюїс, а сама Льюїс відмовилася від свідчень, Ленгстону вдалося переконати суд в її невинності.

### Скульптор
Після закінчення коледжу Льюїс переїхала до Бостона, де продовжувала займатися скульпторською діяльністю. Вона навчалася у відомого скульптора Едварда Брекета. Працюючи у Брекета, Льюїс познайомилася з полковником Робертом Ґулдом Шоу, героєм Громадянської війни в США, і створила його скульптуру.
Для продовження навчання і практики вона 1865 року переїхала до Рима. У Римі Льюїс спеціалізувалася на виготовленні бюстів, відкрила власну майстерню і здобула популярність: в Італії її екзотична зовнішність викликала прямо протилежну реакцію, ніж та, з якою вона стикалася в США. Завдяки навчанню в Римі вона розвинула свою техніку в стилі неокласицизму. Наприклад, вона зображала героїв своїх скульптур не в сучасному одязі, а в давніх тогах або драпіровці.
Через деякий час вона повернулася в США, де продовжила скульпторську роботу. Її твори продавалися за великі гроші. 1873 року в газеті New Orleans Picayune з'явилася стаття з твердженням, що «Едмонія Льюїс незаконно привласнила 50 000 доларів, отриманих як завдаток за майбутню роботу». Зі зростанням популярності її студія стала приваблювати туристів. Серед тих, чиї бюсти вона створила в той період, були поет Генрі Лонгфелло, аболіціоніст Джон Браун, політик Чарлз Самнер, президент Авраам Лінкольн, письменник Венделл Філліпс. Створену нею скульптуру Лонгфелло поміщено в бібліотеці Гарвардського університету.
Крім бюстів, Льюїс створила низку відомих постатей-скульптур, серед яких «Агар у пустелі» (1866), «Гаявата» (1865), «Шлюб Гаявати» (1865), «Від'їзд Гаявати» (1867), «Мадонна з немовлям» (1867), «Смерть Клеопатри» (1867).
Її скульптура «Вічно вільні» (англ. Forever Free) — одна з найвідоміших робіт в американській скульптурі. Вона зображує пару афроамериканців, які розривають ланцюги.
Льюїс брала участь у кількох виставках, які створили їй славу — в Чикаго (1870), Римі (1871), Філадельфії (1876) — на останній премію, нарівні з нею, отримав ще один афроамериканець, Річард Банністер.
Наприкінці 1880-х років жанр неокласицизму став потроху втрачати популярність, і разом з тим почала втрачати популярність і сама Льюїс. Останні роки життя погано вивчені, спірним є навіть рік її смерті (найчастіше вважалося, що вона померла 1890 року). Недавні дослідження показали, що вона до самої своєї смерті жила в Лондоні і померла 1907 року. Льюїс ніколи не виходила заміж і, наскільки відомо, дітей не мала.

## Список творів
- Гаявата (Hiawatha), 1868

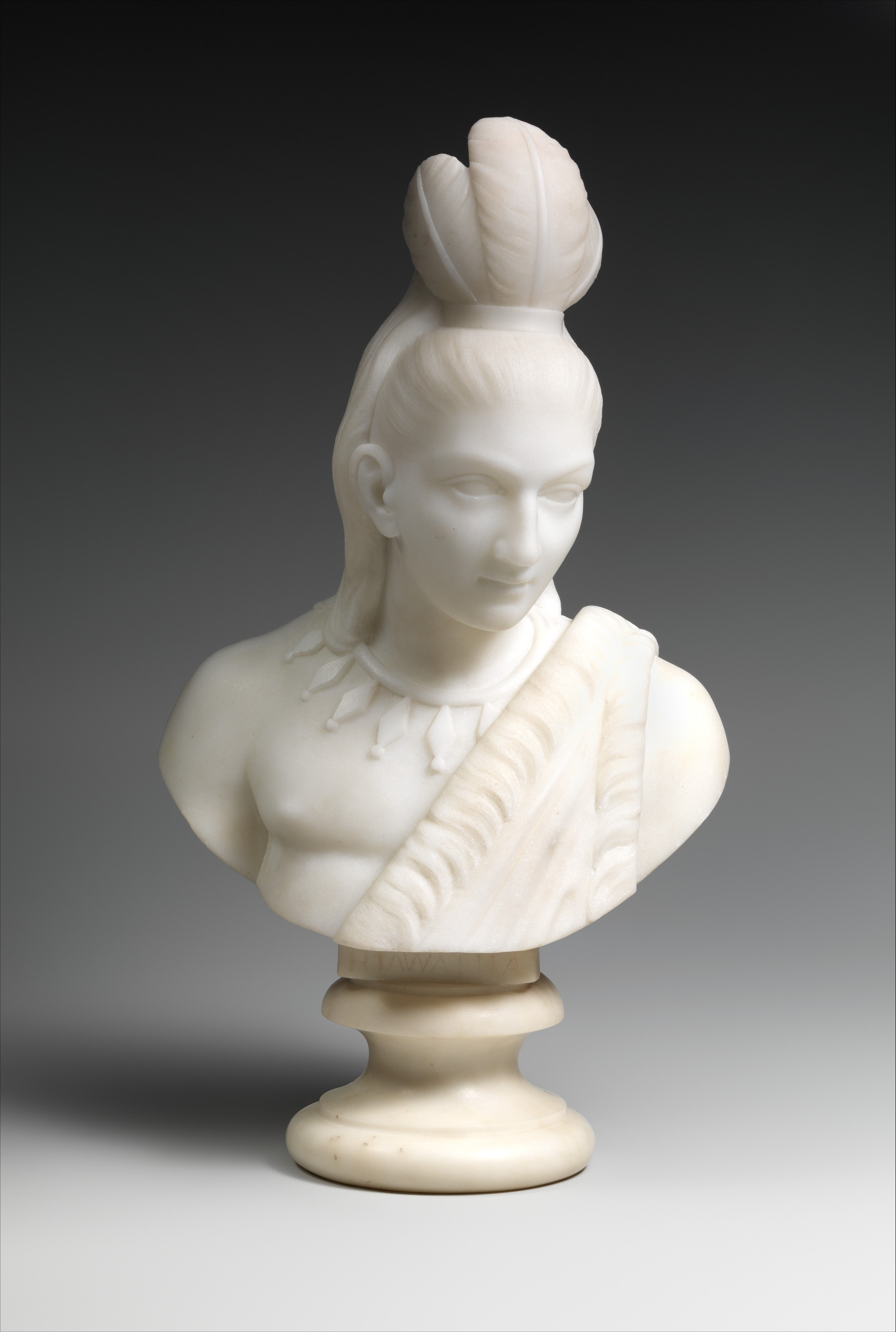
Гаявата роботи Льюїс

- Бюст Авраама Лінкольна (Bust of Abraham Lincoln), 1870
- Пробуджена (Awake), 1872
- Агар (Hagar), 1875
- Вічно вільні (Forever Free), 1867
- Полковник Роберт Ґулд Шоу (Colonel Robert Gould Shaw), 1864
- Міннегага (Minnehaha), 1868
- Генрі Вордсворт Лонгфелло (Henry Wordsworth Longfellow), 1868
- Старий виробник стріл і його дочка (The Old Arrow-Maker and His Daughter), 1866
- Смерть Клеопатри (Death of Cleopatra), 1876
- Наречена Весни з вуаллю (Veiled Bride of Spring), 1878